# Indosaurus
Indosaurus matleyi
Genre
Espèce
Indosaurus est un genre fossile de dinosaures théropodes de la famille des Abelisauridae ayant vécu dans ce qui est maintenant l'Inde il y a environ 69 millions d'années, durant l'étage Maastrichtien du Crétacé supérieur. Il pesait environ 700 kg.
Les preuves fossiles de son existence trouvées à Jabalpur, en Inde, comprennent le désormais perdu holotype GSI K27/565, une partie de crâne d'une épaisseur inhabituelle trouvé par Charles Alfred Matley dans la formation de Lameta et d'autres parties de squelette découvertes par la suite qui lui ont été rattachées. L'étude du crâne suggère qu'il pouvait avoir des cornes au-dessus des yeux mais toutes les preuves fossiles ont été perdues.
Indosaurus serait peut-être apparenté à un genre de dinosaures rares en Amérique du Sud, Carnotaurus. Si tel était le cas, alors l'Inde n'aurait pas été un continent isolé au cours des 100 derniers millions d'années, comme beaucoup de paléontologues le pensaient. Il est possible que les deux masses de terre aient été connectées par intermittence par des ponts terrestres, permettant aux dinosaures provenant des deux régions de migrer.
L'espèce type et seule espèce Indosaurus matleyi, a été nommée par Von Huene et Matley en 1933. Le nom de genre fait référence à l'Inde. L'épithète spécifique honore Matley. Cette espèce comprend désormais également Megalosaurus matleyi; pour ajouter à la confusion, le taxon douteux Orthogoniosaurus connu par une seule dent porte la même épithète spécifique (mais est basé sur des matériaux fossiles différents). Certains paléontologues ont émis l'hypothèse que les genres Indosuchus et Compsosuchus devraient également être inclus en son sein.
Attribué initialement par von Huene à la famille des Allosauridae, Indosaurus est aujourd'hui considéré comme un membre de celle des Abelisauridae.